# Peatge a l'ombra
El peatge a l'ombra és un pagament contractual realitzat per un govern a una empresa privada que opera un camí construït o mantingut mitjançant una Iniciativa de Finançament Privat. Els pagaments es basen, almenys en part, en el nombre de vehicles que utilitzen una secció de carretera, sovint durant un període de 20-30 anys. No són els peatges en el sentit convencional de la paraula, ja que l'usuari no realitza cap pagament directe en l'ús de les instal·lacions.

## Crítiques
El Banc Mundial observa que els costos de transacció "poden ser molt alts", a causa de les dificultats que envolten els acords legals i la necessitat del compte de vehicles i l'ús del peatge a l'ombra ha donat lloc a fortes crítiques als Països Baixos.
El govern portuguès va eliminar el peatge a l'ombra el 2004, després de constatar que "les obligacions de pagament en relació amb el sistema de peatge en ombra no eren compatibles amb la necessitat de gastar en la millora i el manteniment de la resta d'autopistes nacionals".

## Catalunya
A Catalunya hi ha els següents peatges a l'ombra:
- C-14, tram Reus - Alcover.[3]
- C-15 o eix Diagonal.[4]
- C-16, tram Puig-reig - Berga.[3]
- C-17, tram Vic - Ripoll.[3]
- C-25 o eix Transversal.[5]
- C-35, tram Maçanet - Llagostera.[3]
- L9/L10 del metro de Barcelona, anomenat "concessió".[6]